# 2018 en Guinée équatoriale
Cette page concerne des événements qui se sont produits durant l'année 2018 du calendrier grégorien en Guinée équatoriale.

## Événements

### mai
- 26 mai : début du championnat de Guinée équatoriale de football

## Décès
- 30 juin : Anacleto Sima Ngua, prélat catholique.